# Satelight
A Satelight Inc. (株式会社サテライト; Kabusikigaisa Szateraito; Hepburn: Kabushikigaisha Sateraito) japán animációsfilm-stúdió, amely a pacsinko-üzemeltető Sankyo Grouphoz tartozik.

## Története
A stúdiót 1995 decemberében alapították Szapporo, Hokkaidó székhellyel. Első munkája a Bit the Cupid, a világ első teljes egészében digitálisan animált televíziós sorozata volt. A Satelight név a következőből ered: S - Sapporo, A - Animate, T - Technology és E - Entertainment. A vállalat elnöke Szató Micsiaki, legnevesebb animátora és vezető rendezője Kavamori Sódzsi.
1996-ban a stúdió következő projektje a Group TAC Ihatov genszó: Kenji no haru című filmje CG animációinak elkészítése volt. 1998-ban Szuginamiban, Tokióban alapítottak gyártóstúdiót. A stúdió 2001-ben készítette el Kavamori rendezésében az első televíziós sorozatát, a Csikjú Sódzso Arjunát. 2006-ban a Satelight Szapporóból Tokióban helyezte át székhelyét.

## Munkái

### Anime
- Csikjú Sódzso Arjuna (2001, televíziós sorozat)
- Geneshaft (2001, televíziós sorozat, koprodukcióban a Studio Gazelle-el)
- Heat Guy J (2002, televíziós sorozat)
- Macross Zero (2002–2004, OVA-sorozat)
- Szouszei no Aquarion (2005, televíziós sorozat)
- Noein (2005, televíziós sorozat)
- Glass no kantai (2006, televíziós sorozat, koprodukcióban a Gonzóval)
- Hellsing Ultimate (2006, OVA-sorozat, 1-4. epizód)
- Koi szuru tensi Angelique: Kokoro no mezameru toki (2006, televíziós sorozat)
- Galaxy Angel II (2006, televíziós sorozat)
- Baldr Force EXE: Resolution (2006, televíziós sorozat)
- Koi szuru tensi Angelique ~ Kagajaki no Asita ~ (2007, televíziós sorozat)
- Kamicsama Karin (2007, televíziós sorozat)
- Engage Planet Kiss Dum (2007, televíziós sorozat)
- Shugo Chara! (2007, televíziós sorozat)
- Űrzavar (2007, televíziós sorozat, koprodukcióban az Europacorppal)
- Macross Frontier (2008, televíziós sorozat)
- Basquash! (2009, televíziós sorozat)
- Guin Saga (2009, televíziós sorozat)
- Fairy Tail (2009–2013, televíziós sorozat, koprodukcióban a A-1 Pictures-szel)
- Kiddy Girl-and (2009, televíziós sorozat)
- Anjamaru tantei kirumin zoo (2009, televíziós sorozat)
- Macross Frontier the Movie ~Icuvari no utahime~ (2009, film)
- Ikoku meiro no Croisée (2011, televíziós sorozat)
- Tokyo Skytree "Sorakara-chan" Prologue Movie (2011, kisfilm)
- Macross Frontier the Movie ~Szajonara no cubasza~ (2011, film)
- Szenki Zessó Symphogear (2012, televíziós sorozat, koprodukcióban az Encourage Films-szel)
- Miniszuka Pirates (2012, televíziós sorozat)
- Aquarion Evol (2012, televíziós sorozat)
- Nacuiro Kiszeki (2012, televíziós sorozat)
- AKB0048 (2012, televíziós sorozat)
- Muv-Luv Alternative: Total Eclipse (2012, televíziós sorozat)
- AKB0048 next stage (2013, televíziós sorozat)

### Videojátékok
- Heavy Metal Thunder (2005, celluloidos animáció)
- Persona 2 (2011, főcím animáció)
- Tokitowa (2012)
- Shin Megami Tensei: Devil Summoner: Soul Hackers (2012, Nintendo 3DS, főcím animáció)
- E.X. Troopers (2013)

### Egyéb közreműködések
- Bit the Cupid (1995)
- Ihatov genszó: Kenji no haru (1996)
- Saber Marionette J (1997)
- Perfect Blue (1997)
- St. Luminous dzsogakuin (1998)
- Brain Powerd (1998)
- Escaflowne (2000)
- Angyalok menedéke (2000)
- Boys Be (2000)
- D, a vámpírvadász – Vérszomj (2001)
- Metropolisz (2001)
- Kakjúszei 2: Hitomi no naka no sódzso-tacsi (2004)
- Rómeó és Júlia (2007)
- Aria the Origination (2008)